# Причевић
Причевић је насељено место града Ваљева у Колубарском округу. Према попису из 2022. било је 285 становника.
Овде се налази Црква Преноса моштију Светог Николаја у Причевићу. У селу се налази воденица коју опслужује Драган Живановић у којој се брашно може купити самопослуживањем и када он није присутан.
Из овог села је дугогодишњи секретар Синода СПЦ Милан Јанковић који је написао књигу „Родослов фамилије Јанковић из Причевића”.

## Демографија
У насељу Причевић живи 450 пунолетних становника, а просечна старост становништва износи 49,2 година (48,6 код мушкараца и 49,9 код жена). У насељу има 182 домаћинства, а просечан број чланова по домаћинству је 2,85.
Ово насеље је великим делом насељено Србима (према попису из 2002. године), а у последња три пописа, примећен је пад у броју становника.
|  |

| Демографија | Демографија | Демографија |
| Година      | Становника  | Становника  |
| ----------- | ----------- | ----------- |
| 1948.       | 1.264       |             |
| 1953.       | 1.263       |             |
| 1961.       | 1.144       |             |
| 1971.       | 979         |             |
| 1981.       | 795         |             |
| 1991.       | 643         | 634         |
| 2002.       | 519         | 526         |

| Етнички састав према попису из 2002.‍ | Етнички састав према попису из 2002.‍ | Етнички састав према попису из 2002.‍ | Етнички састав према попису из 2002.‍ | Етнички састав према попису из 2002.‍ |
| ------------------------------------ | ------------------------------------ | ------------------------------------ | ------------------------------------ | ------------------------------------ |
|                                      |                                      |                                      |                                      |                                      |
| Срби                                 | Срби                                 |                                      | 518                                  | 99,80%                               |
| Црногорци                            | Црногорци                            |                                      | 1                                    | 0,19%                                |
| непознато                            | непознато                            |                                      | 0                                    | 0,0%                                 |

| Година пописа     | 1948. | 1953. | 1961. | 1971. | 1981. | 1991. | 2002. |
| ----------------- | ----- | ----- | ----- | ----- | ----- | ----- | ----- |
| Број домаћинстава | 226   | 231   | 248   | 244   | 223   | 211   | 182   |

| Број чланова      | 1  | 2  | 3  | 4  | 5  | 6  | 7 | 8 | 9 | 10 и више | Просек |
| ----------------- | -- | -- | -- | -- | -- | -- | - | - | - | --------- | ------ |
| Број домаћинстава | 39 | 67 | 20 | 19 | 19 | 12 | 5 | 1 | 0 | 0         | 2,85   |

| Пол    | Укупно | Неожењен/Неудата | Ожењен/Удата | Удовац/Удовица | Разведен/Разведена | Непознато |
| ------ | ------ | ---------------- | ------------ | -------------- | ------------------ | --------- |
| Мушки  | 228    | 50               | 151          | 24             | 3                  | 0         |
| Женски | 230    | 29               | 149          | 51             | 1                  | 0         |
| УКУПНО | 458    | 79               | 300          | 75             | 4                  | 0         |

| Пол    | Укупно                    | Пољопривреда, лов и шумарство | Рибарство                            | Вађење руде и камена | Прерађивачка индустрија       |
| ------ | ------------------------- | ----------------------------- | ------------------------------------ | -------------------- | ----------------------------- |
| Мушки  | 156                       | 114                           | 0                                    | 0                    | 10                            |
| Женски | 96                        | 82                            | 0                                    | 0                    | 3                             |
| УКУПНО | 252                       | 196                           | 0                                    | 0                    | 13                            |
| Пол    | Производња и снабдевање   | Грађевинарство                | Трговина                             | Хотели и ресторани   | Саобраћај, складиштење и везе |
| Мушки  | 3                         | 8                             | 9                                    | 1                    | 3                             |
| Женски | 0                         | 1                             | 4                                    | 0                    | 1                             |
| УКУПНО | 3                         | 9                             | 13                                   | 1                    | 4                             |
| Пол    | Финансијско посредовање   | Некретнине                    | Државна управа и одбрана             | Образовање           | Здравствени и социјални рад   |
| Мушки  | 0                         | 0                             | 3                                    | 0                    | 2                             |
| Женски | 0                         | 0                             | 1                                    | 0                    | 4                             |
| УКУПНО | 0                         | 0                             | 4                                    | 0                    | 6                             |
| Пол    | Остале услужне активности | Приватна домаћинства          | Екстериторијалне организације и тела | Непознато            | Непознато                     |
| Мушки  | 1                         | 0                             | 0                                    | 2                    | 2                             |
| Женски | 0                         | 0                             | 0                                    | 0                    | 0                             |
| УКУПНО | 1                         | 0                             | 0                                    | 2                    | 2                             |

## Познате личности
- Екатерина Радосављевић, српска игуманија.[6]
- Варвара Радосављевић, српска игуманија.[7]

## Галерија
- Причевић - центар
- Причевић - центар
- Причевић - центар
- Причевић - Црква Светог Николаја
- Причевић - Црква Светог Николаја
- Причевић - Панорама
- Причевић - Панорама
- Причевић - Панорама
- Причевић - Школа